# Sigma2 Ursae Majoris
Pour les articles homonymes, voir Sigma Ursae Majoris.
Désignations
Sigma2 Ursae Majoris (en abrégé σ2 UMa) est une étoile binaire de la constellation de la Grande Ourse. Le système présente une parallaxe annuelle mesurée par le satellite Hipparcos de 49,07 ± 0,37 mas, ce qui permet d'en déduire qu'il est distant de 66,5 ± 0,5 a.l. (∼ 20,4 pc) de la Terre, faisant de lui un système relativement proche. L'étoile primaire brille d'une magnitude apparente de 4,81, ce qui la rend visible à l'œil nu.

## Propriétés
Sigma2 Ursae Majoris est une étoile binaire visuelle, ce qui signifie que ses deux composantes sont séparables optiquement avec un télescope, et que leur orbite est dérivée à partir de l'évolution de leur position. Les deux étoiles sont séparées d'environ quatre secondes d'arc dans le ciel, et en raison de leur lent mouvement, leur orbite est mal contrainte ; les estimations de la période orbitale du système varient de 970 ans à plus de 1 500 ans.
L'étoile primaire, désignée Sigma2 Ursae Majoris A, est une étoile jaune-blanche de type spectral F6IV-V, ce qui signifie que son spectre montre à la fois des traits d'une étoile sur la séquence principale et d'une étoile sous-géante plus évoluée. Son rayon vaut environ 1,75 fois celui du Soleil, et elle est 31 % plus massive que lui. Sa température de surface est de 6 276 K.
Son compagnon, désigné Sigma2 Ursae Majoris B, est une naine orange de type spectral K2V, bien plus faible puisque d'une magnitude apparente de 10,26. Elle fait environ 73 % la masse du Soleil et sa température de surface est de 4 600 K.
Il existe une troisième composante, désignée Sigma2 Ursae Majoris C ou encore HIP 45064. Localisée à 205 secondes d'arc de l'étoile primaire, il s'agit d'un compagnon optique situé à une distance bien plus lointaine de la Terre que le système de Sigma2 Ursae Majoris et dont la proximité avec deux autres étoiles n'est donc que fortuite.

## Nom
σ2 Ursae Majoris constituait, avec π1, π2, σ1, ρ, 2 et 24 Ursae Majoris, l'astérisme arabe Al Ṭhibā, « la Gazelle ». Selon le catalogue d'étoiles du Mémorandum technique 33-507 - A Reduced Star Catalog Containing 537 Named Stars, Al Ṭhibā était le titre donné à sept étoiles ; 2 Ursae Majoris était connue comme Althiba I, π1 comme Althiba II, π2 comme Althiba III, ρ comme Althiba IV, σ1 comme Althiba V, σ2 comme Althiba VI et 24 Ursae Majoris comme Althiba VII.